# قمة جبل رويس (نيوزيلاندا)
يوجد جبل رويس (بالإنجليزية: Roy's Peak)‏ في منطقة واناكا في الجزيرة الجنوبية لنيوزيلاندا ويبلغ ارتفاعه أكثر من 1500 م. عبر طريق للمشاة يمكن صعود القمة في مدة تترواح بين ثلاث وخمس ساعات، باختلاف اللياقة البدنية للصاعد، حيث أن طرق المشي عُملت بحيث تزيد المسافة وتقلل الارتفاع لتسهيل الصعود. من قمة الجبل، يمكن رؤية بحيرة واناكا وقمة جبل تيتيتي (Tititea).

## تسلق القمة
يبدء تسلق القمة من كراج للسيارات على بعد عدة كيلومترات من مركز المدينة. كما هو الحال مع أغلب مناطق نيوزيلاندا، فإن الماشية هي من أكثر ما يُمكن رؤيته عند تسلق الجبل. لكن هناك أيضا وجود للأرانب وللعصافير المرقعة باللون الذهبي. من قمة الجبل يمكن الإطلاع على المدينة التي تبدو صغيرةً، بالإضافة للجزر الصغيرة غير المسكونة الواقعة في بحيرة واناكا.

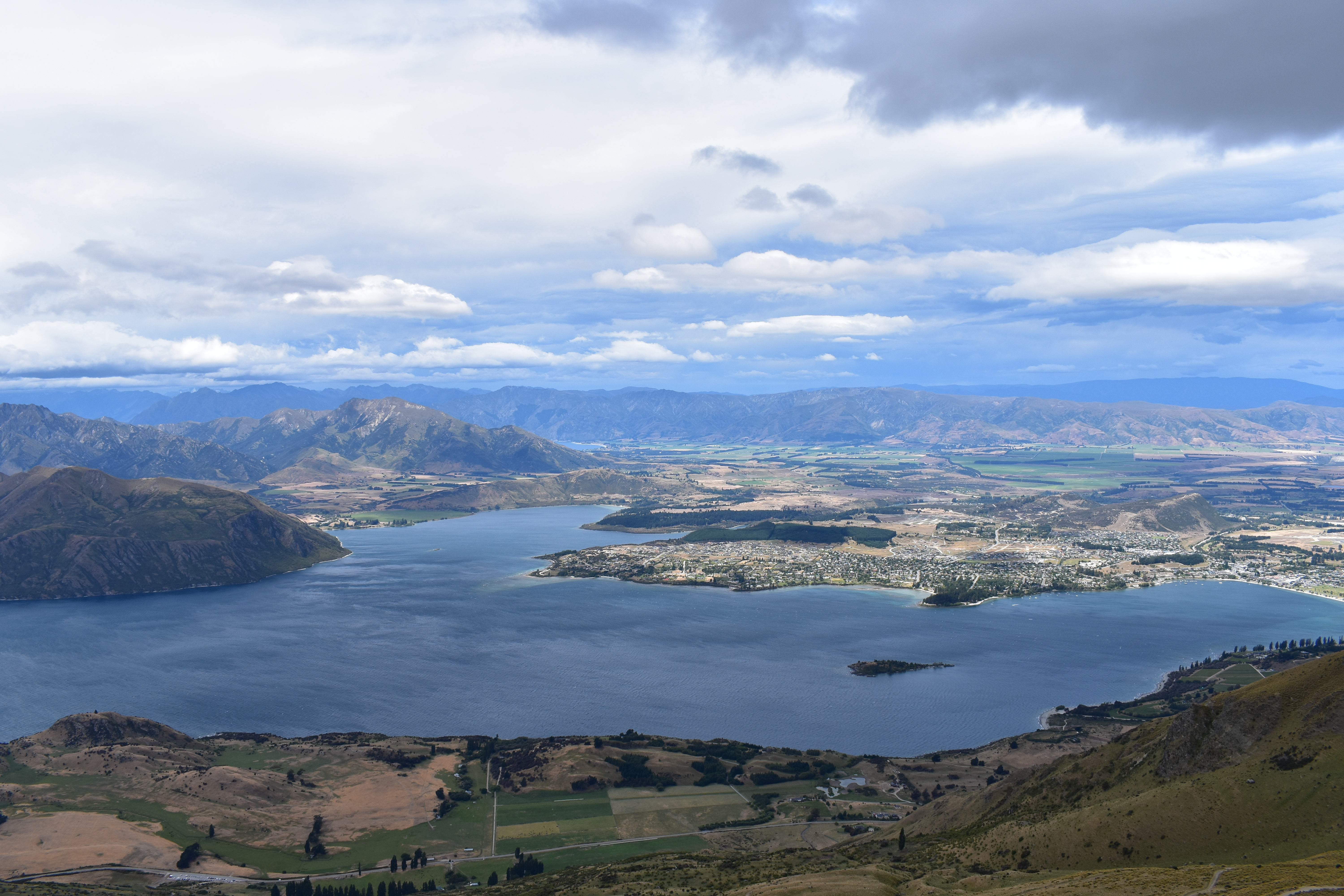
مدينة واناكا بمشهد من جبل رويس، من ارتفاع يزيد عن 1000 متر.

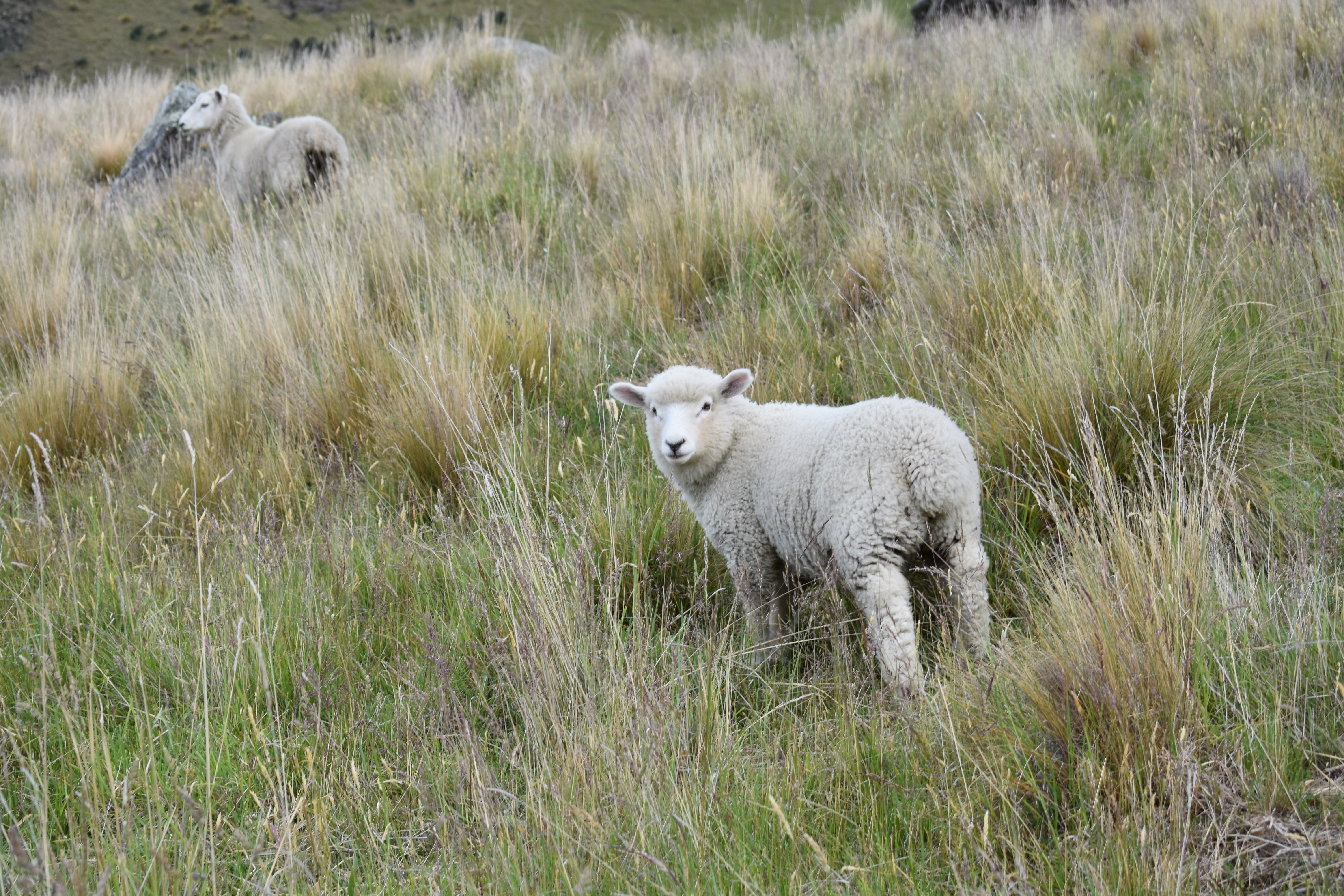
الماشية هي أكثر الحيوانات المنتشرة في المنطقة ويُواجهها كثيراً من يصعد الجبل.

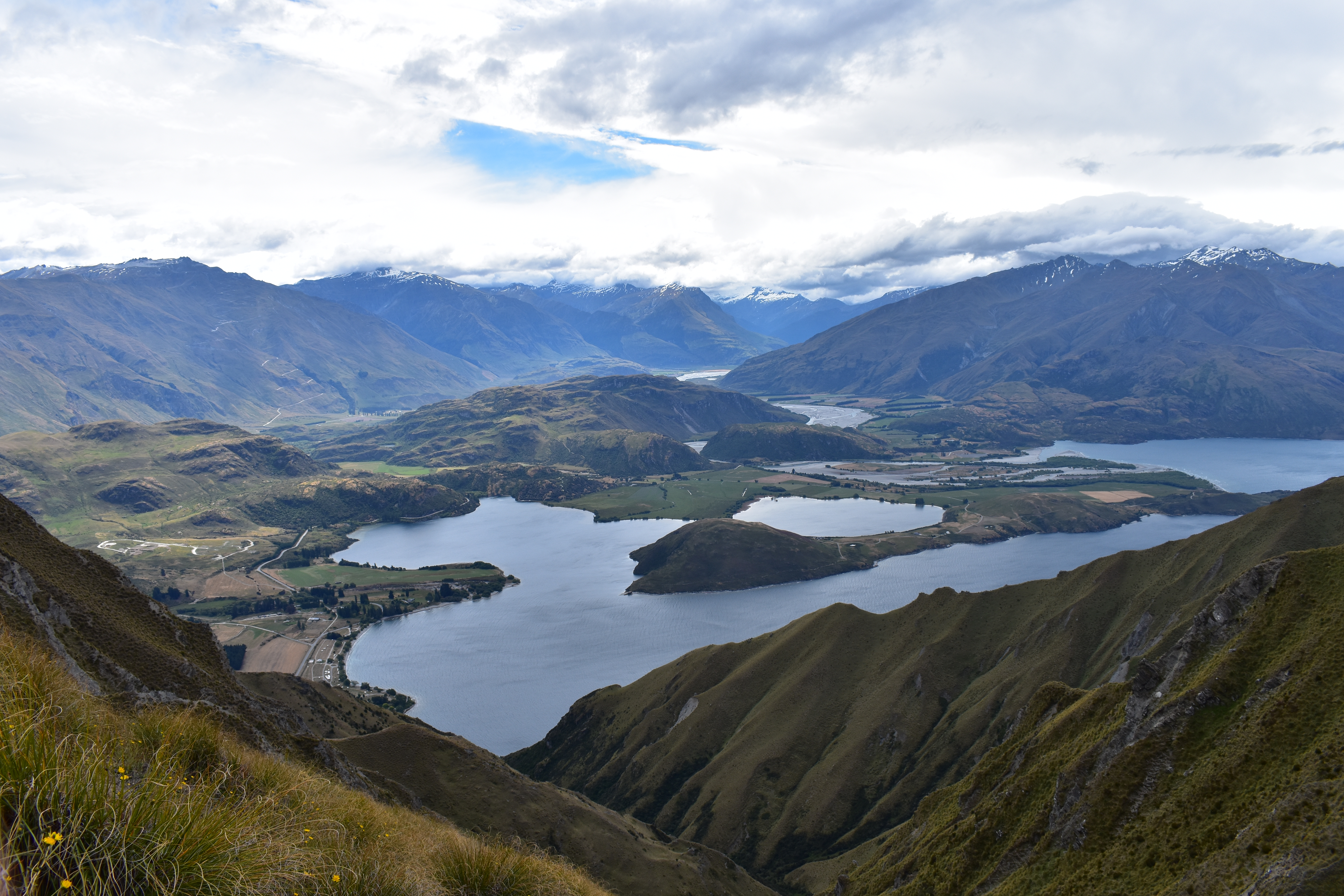
بحيرة واناكا والجبال المحيطة من قمة جبل رويس.

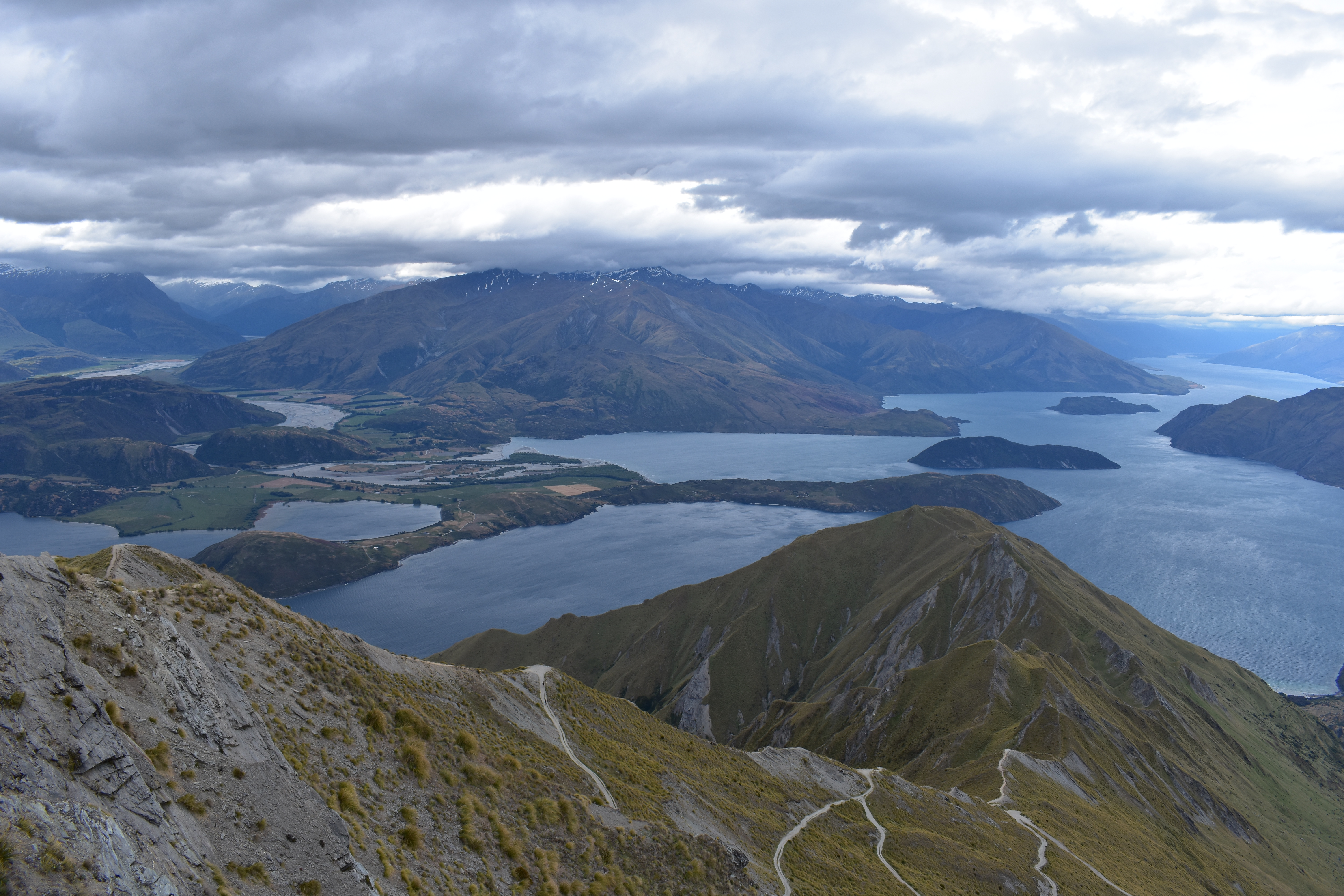
صورة تظهر جزءاً من الطريق للوصول إلى القمة.